# Holm, Østfold
Holm är en tätort och kyrkby i Fredrikstads kommun i Østfold fylke i sydöstra Norge. Orten ligger där fylkesväg 107 möter fylkesväg 1156, sydöst om staden Fredrikstad. Här finns Torsnes kyrka.